# Jägerkaserne (Trier-West)
Koordinaten: 49° 44′ 54,6″ N, 6° 37′ 2″ O

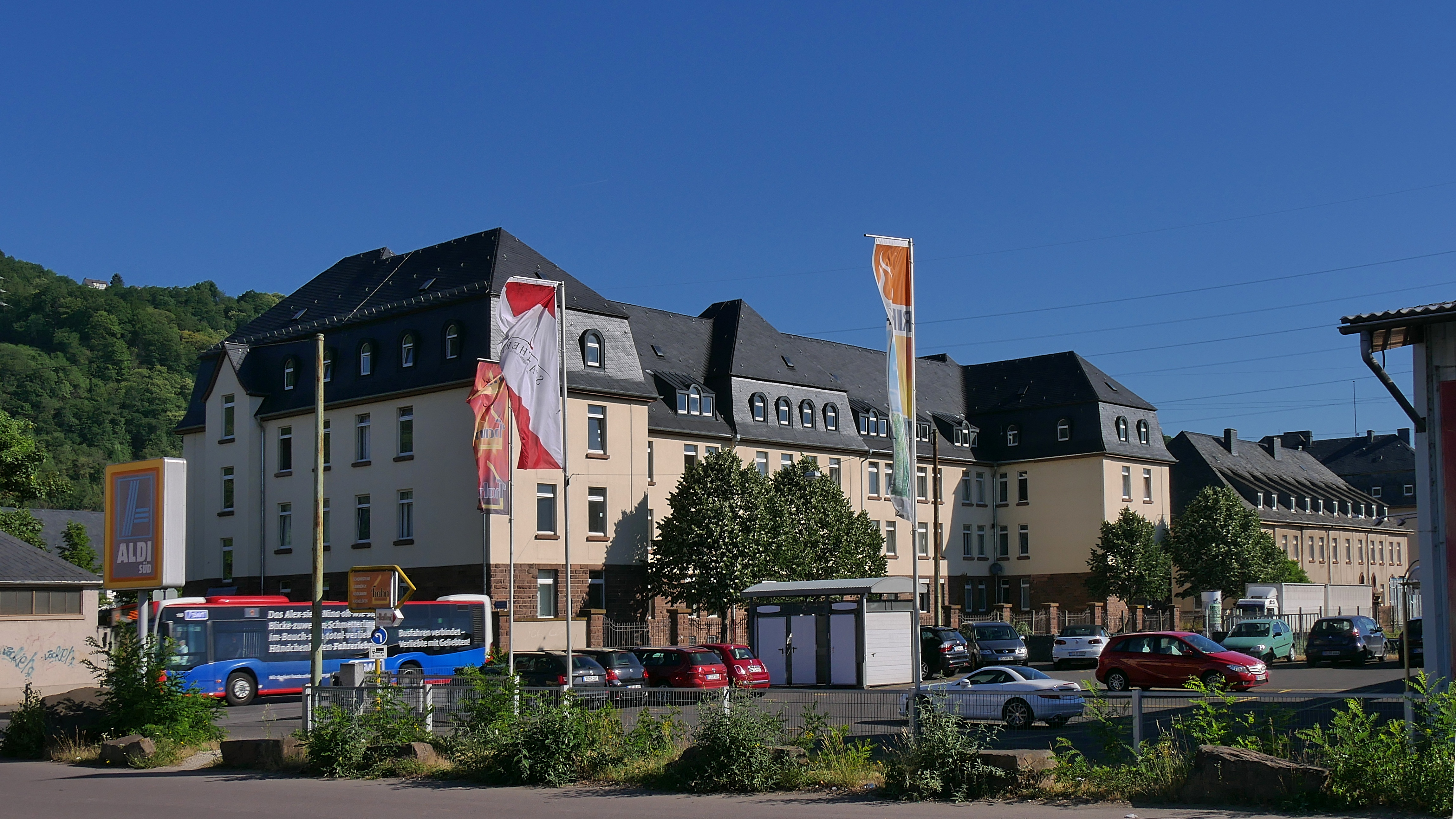
Jägerkaserne, Hauptgebäude von Nord-Osten

Die Jägerkaserne ist eine Kaserne in Trier, Rheinland-Pfalz. Sie wurde in den 1910ern erbaut und erhielt nach ihrer Fertigstellung im Jahr 1913 den Namen „Jägerkaserne“. Sie ist nicht zu verwechseln mit der Jägerkaserne (Trier-Nord). Die Kaserne befindet sich im Stadtteil Trier-West zwischen Tempelweg und Blücherstraße, an der Eurener Straße. Die Bundeswehr hat den Standort im ersten Quartal 2014 aufgegeben. In der Kaserne befand sich vom 1. Januar 2006 bis zur Auflösung am 30. November 2012, das Kreiswehrersatzamt Trier mit Musterungsstelle und Wehrdienstberater. Nach der Entscheidung zur Konversion zum Wohngebiet werden bis 2028 bis zu 220 Wohnungen entstehen.

## Geschichte
Erbaut wurde die Kaserne 1913 für das Jäger-Regiment zu Pferde Nr. 8. Nach dem Ende des Ersten Weltkrieges war die Kaserne 1919 kurzzeitig von den amerikanischen Streitkräften besetzt. Danach übernahmen die Franzosen die Kaserne und benannten diese in „Quartier du mort homme“ (Kaserne Toter Mann), in Anlehnung an eine hart umkämpfte Höhe bei Verdun. Das 5. französische Kürassier-Regiment blieb darin in Quartier bis 1930.
Ab November 1931 bis November 1938, war in den dortigen Gebäuden die Landjägerschule untergebracht. Am 26. November 1938 übernahm das I. Bataillon des Grenzland-Infanterie-Regimentes 124 (später Infanterie-Regiment 124, ab 1942 Grenadier-Regiment 124) der Wehrmacht die Kaserne. Gleichzeitig zog das Artillerie-Regiment 34 in Teile der Kaserne ein, jedoch nur vorübergehend. Am 7. Oktober 1937 verlegte das Artillerie-Regiment 34 in die Kemmelkaserne auf dem Petrisberg.
Nach dem Ende des Zweiten Weltkrieges, belegten belgische Soldaten von April 1945 bis zum 11. Juli 1945 die Kaserne. Im Anschluss übernahmen erneut die Franzosen die Kaserne und benannten diese erneut um. Das „Quartier Finat Duclos“ (Finat Duclos, Kommandeur des 3. Bataillons des „7ème régiment de tirailleurs algériens“, gefallen am 25. August 1944 bei der Befreiung von Marseille) wurde Ende 1979 von den Franzosen geräumt.
Ab dem 1. Juni 1981 erfolgte dann die Benutzung durch die Bundeswehr. Es zog die Instandsetzungs- und Nachschubkompanie 540 der Heimatschutzbrigade 54 der Bundeswehr ein. Der Stab der Brigade folgte am 17. März 1983.
Für den gemeinsam von der Stadt Trier und den Stadtwerken Trier ausgelobten städtebaulichen Wettbewerb zur Umnutzung der ehemaligen Jägerkaserne und des Geländes des Busdepots der Stadtwerke Trier hat das Preisgericht am 27. April 2016 aus 15 eingereichten Beiträgen verschiedene Arbeiten prämiert.

## Benutzung durch die Französische Armee
- Compagnie de Canons d’Infanterie RTA 7 / CCS 1. Januar 1947 – 15. August 1951[7]
- Compagnie de transmissions du 7e RTA / CCS 1. Januar 1947 bis 15. August 1951
- Compagnie régimentaire des services du 7e RTA / CCS 1. Januar 1947 bis 15. August 1951
- Garage du 7e RTA / CCS 1. Januar 1947 bis 15. August 1951
- Infirmerie régimentaire du 7e RTA / CCS 1. Januar 1947 bis 15. August 1951
- Musique du 7e RTA / CCS 1. Januar 1947 bis 15. August 1951
- 3e und 4e Compagnie des „13e regiment du Genie“ RG 13 ° / 20. Februar 1961 bis 31. Dezember 1978

RTA= Régiment de Tirailleurs Algériens
CCS= Compagnie de Commandement et de Soutien (Führungsunterstützungskompanie)

## Benutzung durch die Bundeswehr
- Datenfernübertragungstrupp 850/5 / 1985 bis 1986[8]
- Heimatschutzbataillon (nicht aktiv) HSchBtl 42 (na)
- Heimatschutzbataillon HSchBtl 54 von Aufstellung: 1. April 1981 bis Auflösung: 1992
- Infrastruktur-/Bauinstandsetzungsgruppe 7042 (Geräteeinheit)/Infrastr/BauInstGrp 7042 (GerEinh) von Aufstellung 1. Januar 1982 bis Auflösung 30. September 1994
- Instandsetzungskompanie 540 (teilaktiv)/InstKp 540 (ta) von 1985 bis 1989
- Instandsetzungslenkgruppe 743/InstLkGrp 743 1985–1986
- Nachschubkompanie 540 (teilaktiv) NschKp 540 (ta) von Aufstellung 1981 bis Auflösung 1986
- Stab/Stabskompanie Heimatschutzbrigade 54 Stab/StKp HSchBrig 54 von 1985 bis 1986
- Stab/Stabskompanie Heimatschutzbrigade 54 von 1986 bis 1986
- Fernmeldesektor 62 Wartung und Instandsetzung FmSkt62 WuI 1. Dezember 1993[9]

Gebäude Eurener Straße 54 (zur Bundeswehr seit 1959)
- Verteidigungsbezirkskommando 42 (VBK 42) von Aufstellung 1958 bis Auflösung 25. Januar 2007
- Wehrdienstberater Zentrum für Nachwuchsgewinnung West Trier WehrDstBer ZNwG West Trier von Aufstellung 1. August 1996 bis Auflösung 31. Dezember 2012
- Kreiswehrersatzamt Trier/KWEA Trier von Aufstellung 1. Mai 1955 bis Auflösung 31. Dezember 2005
- KWEA Koblenz – Musterungszentrum Trier (ehem. Kreiswehrersatzamt) Aufstellung 1. Januar 2006, Auflösung 2012